# Jōkoku-ji (Kaminokuni)
Jōkoku-ji (上国寺) est un temple bouddhiste Jōdo shū situé à Kaminokuni, Hokkaidō au Japon. Fondé à l'origine comme temple Shingon au milieu du XVe siècle, le hon-dō (本堂) (bâtiment principal) de 1757/1758 a été désigné bien culturel important du Japon,.